# Славомир Гвозденовић
Славомир Гвозденовић (рум. Slavomir Gvozdenovici; Белобрешка, 10. март 1953) румунски и српски је књижевник, песник, политичар, друштвени и јавни радник српске мањине у Румунији.

## Биографија
Рођен је 10. марта 1953. године у Белобрешки, округ Караш-Северин, Румунија. Основну школу је похађао у Белобрешки (1960-1968), гимназију у српској секцији при Лицеју бр. 1 у Темишвару (1968-1972). Уписује 1972. Филолошки факултет, одсек за српски језик и књижевност у Букурешту. По окончању факултета 1976. године, радио је као професор у основној школи у Љупкови (1976-1979), основној школи у Белобрешки (1979-1983) и као уредник у темишварском листу „Банатске новине“ (1983-1985). Од 1996. године предаје српску књижевност на одсеку за српски језик и књижевност при Западном универзитету у Темишвару. Био је на специјализацији у оквиру летњих течајева и семинара у Загребу и Дубровнику (1974) и Београду, Приштини и Новом Саду (1978). Године 2000. је одбранио на Букурештанском универзитету докторску дисертацију Језик и стил у поезији Васка Попе. Главни је уредник часописа „Књижевни живот“ од 1985. у Темишвару. Објавио је 30 књига поезије, приредио је десетак антологија српске књижевности, а својом поезијом је заступљен у више десетина српских, румунских и европских антологија, као и у српским уџбеницима. Преводи српску и румунску поезију, а његова дела су преведена на десетак језика.
Члан је Савеза писаца Румуније, Удружења књижевника Српске, Друштва књижевника Војводине и почасни члан Удружења књижевника Србије. Научни је сарадник Матице српске од 1995. године и суоснивач Вукове задужбине.
Живи у Темишвару и био је до 2020. године главни уредник часописа Књижевни живот.

### Политичка активност
Један је од оснивача Савеза Срба у Румунији и његов председник од 2004. до 2012. Његовом заслугом је изграђен Српски дом у насењу Јозефина у Темишвару, где су смештене просторије Савеза Срба у Румунији, редакције часописа „Наша реч“ и „Књижевни живот“ и листа „Нови темишварски весник“. Лично је организовао 5 великих и 20 мањих културних манифестација, које су постале традиционалне. Био је посланик у Парламенту Румуније од 1992. до 2008. године, а од 2012. је поново изабран за посланика. Године 2010. је изабран за првог председника Скупштине дијаспоре и Срба у региону.

### Награде
Добитник је више значајних књижевних награда у Румунији и Србији. На Међународном сусрету балканских књижевника у Бору 1988. је добитник „Борског грумена“, Специјалну повељу жирија награде „Бранко Миљковић“ 1989. за Подвлачење црте, награду „Шушњар“ Удружења књижевника Српске 1995. за У кући са огњем и ледом, награду темишварске подружнице Савеза писаца Румуније 1995. за Реч и светлост, награду СПЦ на 4. југословенском фестивалу поезије за децу 1997. године, Националну награду Савеза писаца Румуније за дело I, награду и крст „Арсеније Чарнојевић“ Министарства за дијаспору и Удружења књижевника Србије, награду „Песничко успеније“ 2012. од Књижевног друштва Косова и Метохије на међународној културној манифестацији „Соколица 2012“ и међународну награду „Бранко Радичевић“ Бранковиг кола 2013. за укупан песнички и стваралачки опус.
Поводом обележавања Дана државности у Председништву Републике Србије на пригодној свечаности 15. фебруара 2016. године председник Србије, Томислав Николић, уручио је Славомиру Гвозденовићу Златну медаљу за заслуге – одликовање за изузетан допринос у јавним и културним делатностима, као и за развијање сарадње и пријатељских односа Србије и Румуније.